# 新烏日駅
新烏日駅（しんうじつえき）は、台湾台中市烏日区にある台湾鉄路公司台中線の駅。併設されている台中捷運の高鉄台中站駅（こうてつたいちゅうえき）についても本項で述べる。

## 概要
- 台湾高速鉄道開業に伴い、高鉄台中駅との乗換駅として開業した駅。ただし、高鉄と台鉄は経営母体が別であるため、高鉄台中駅から乗り換える場合は、一旦高鉄台中駅の改札口を出てから、新烏日駅で新たに乗車券を買わなければならない。
- 台湾鉄路では対号列車はほとんど通過し、区間快車以下の非対号列車は全て停車する程度。
- 当駅から台中駅には区間車にて概ね10～15分程度となる。

## 歴史

### 台鉄
- 2006年
  - 10月24日 - 台湾高速鉄道台中駅完工。
  - 12月1日 - 三等駅として開業（ただし工事の遅れにより、駅舎のほとんどが工事中の状態での開業となっている）[1][2]。
- 2007年
  - 1月5日 - 台湾高速鉄道が仮営業を開始。
  - 3月2日 - 台湾高速鉄道が正式開業。
- 2009年10月27日 - 自強号の停車が始まる。
- 2014年7月31日 - 二等駅に昇格[3]。

### 捷運
計画時の駅番号はG17だった(p88)
- 2013年3月1日 - 当駅を含む工区起工[5](pp4-5)。
- 2018年6月30日 - 駅名決定[6]。
- 2020年
  - 5月 - 駅名変更（台中高鉄→高鉄台中）決定[7]。
  - 11月16日 - プレ開業（12月15日まで4週間無料）[8]。
  - 11月22日 - 車両点検のため全線プレ開業中止[9]。
  - 12月19日 - 正式開業予定[8]。
- 2021年
  - 3月25日 - プレ営業再開（4月23日までの30日間はIC無料。4月24日は運休）[10]。
  - 4月25日 - 正式開業[11]。

## 駅構造

### 台鉄
- 島式ホーム2面4線の地上駅 (橋上駅)。

#### のりば
| 1 | 1A | ■西部幹線（下り・待避列車）                 | 彰化・斗六・嘉義 方面 |
| 2 | 1B | ■西部幹線（下り）                           | 彰化・斗六・嘉義方面  |
| 2 | 1B | ■西部幹線（上り・成追線経由海岸線直通列車） | 沙鹿・大甲方面        |
| 3 | 2A | ■西部幹線（上り）                           | 台中・苗栗・新竹方面  |
| 4 | 2B | ■西部幹線（上り・待避列車）                 | 台中・苗栗・新竹方面  |

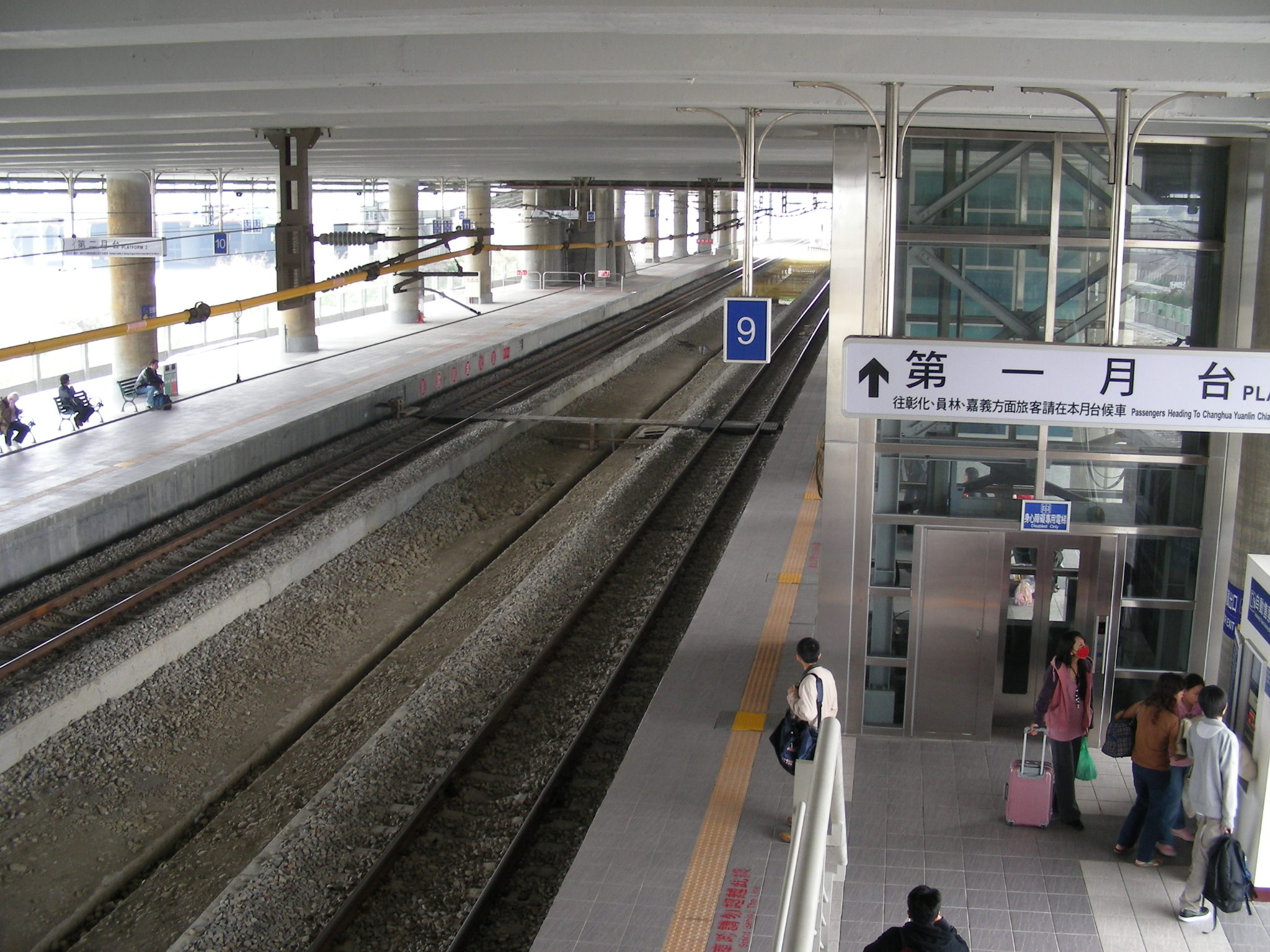
台鉄ホーム
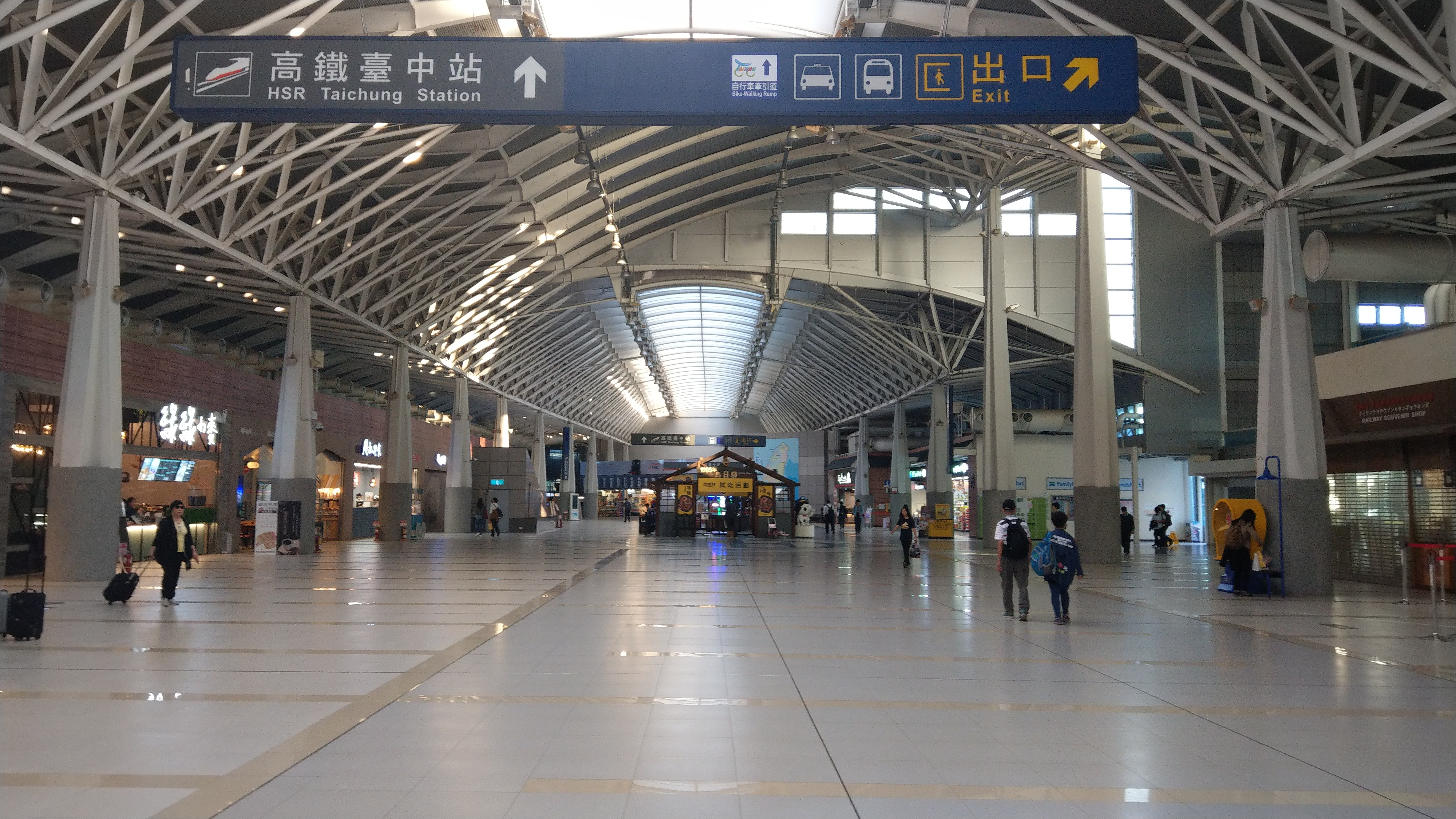
コンコース
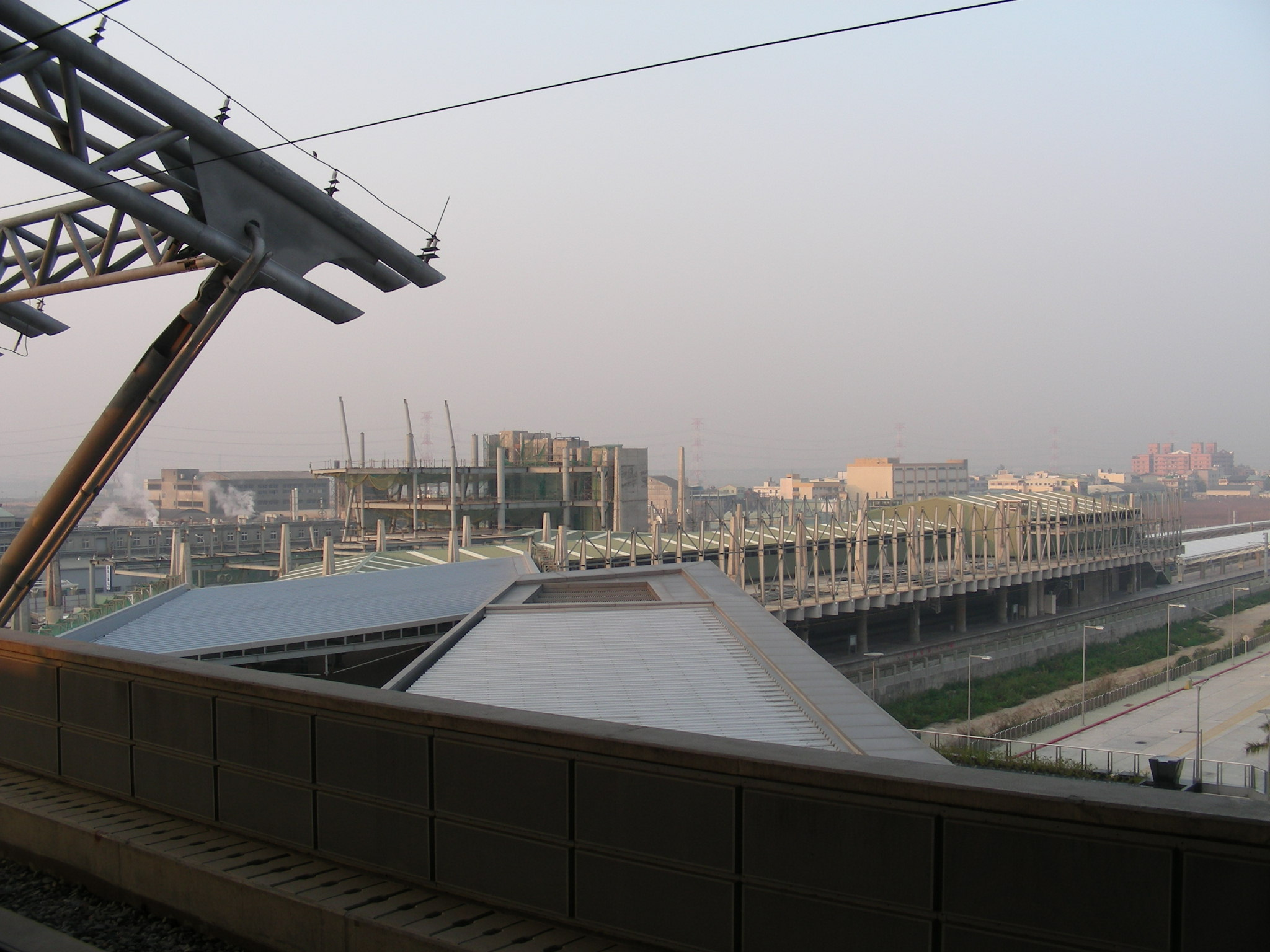
台湾高鉄との連絡通路

### 台湾高速鉄道
- 台中駅 (台湾高速鉄道)を参照

### 台中捷運

#### のりば
島式ホーム1面2線の地上駅。彰化方に引き上げ線がある。駅舎は長さ170.6メートル、幅18.3メートル、地上高2.5メートル
コンコースは2階、ホームは地上にある(p6)。
| 地上 二階 | コンコース層 | コンコース、台鉄・高鉄乗換、改札口 | コンコース、台鉄・高鉄乗換、改札口     |
| 地上      | ホーム層     | 北行き                             | ■ 緑線 市政府・北屯総駅方面（烏日駅）→ |
| 地上      | ホーム層     | 島式ホーム                         |                                        |
| 地上      | ホーム層     | 北行き                             | ■ 緑線 市政府・北屯総駅方面（烏日駅）→ |
| 地上      | 出入口       |                                    |                                        |

#### 駅出口（捷運）
- 出口1（東側）：高鉄台中駅連絡通路[15]
- 出口2（北側）：高鉄一路[15]
- 出口3（南側）：台鉄新烏日駅連絡通路[15]

## 駅周辺
- 台湾高速鉄道台中駅
- 大肚渓
- 筏子渓
- 台湾ビール烏日啤酒廠
- 台中国際展覧館

## 利用状況
台鉄
| 年   | 年間利用客数 | 年間利用客数 | 年間利用客数 | 年間利用客数 | 1日平均 | 1日平均 |
| 年   | 乗車         | 下車         | 乗降計       | 出典         | 乗車    | 乗降    |
| ---- | ------------ | ------------ | ------------ | ------------ | ------- | ------- |
| 2006 | 1,078        | 412          | 1,490        | [ 17 ]       | 35      | 48      |
| 2010 | 977,893      | 833,207      | 1,811,100    | [ 18 ]       | 2,679   | 4,961   |
| 2011 | 1,299,119    | 1,093,052    | 2,392,171    | [ 19 ]       | 3,559   | 6,553   |
| 2012 | 1,504,639    | 1,331,151    | 2,835,790    | [ 20 ]       | 4,111   | 7,748   |
| 2013 | 1,815,157    | 1,617,331    | 3,432,488    | [ 21 ]       | 4,973   | 9,404   |
| 2014 | 1,926,759    | 1,734,924    | 3,661,683    | [ 22 ]       | 5,278   | 10,032  |
| 2015 | 2,320,257    | 2,130,407    | 4,450,664    | [ 23 ]       | 6,356   | 12,193  |
| 2016 | 2,180,467    | 1,978,889    | 4,159,356    | [ 24 ]       | 5,958   | 11,364  |
| 2017 | 2,386,025    | 2,204,870    | 4,590,895    | [ 25 ]       | 6,537   | 12,578  |
| 2018 | 2,554,822    | 2,330,934    | 4,885,756    | [ 26 ]       | 7,000   | 13,386  |
| 2019 | 2,779,212    | 2,549,336    | 5,328,548    | [ 27 ]       | 7,614   | 14,599  |
| 2020 | 2,298,217    | 2,090,371    | 4,388,588    | [ 28 ]       | 6,279   | 11,991  |
| 2020 | 2,298,217    | 2,090,371    | 4,388,588    | [ 29 ]       | 6,279   | 11,991  |
| 2021 | 1,680,650    | 1,561,486    | 3,242,136    | [ 30 ]       | 4,605   | 8,883   |

捷運
プレ営業期間中（3/25-4/23）は利用客数が全体の17%を占め、全駅で最多（日曜日の4月11日乗降34,018人）だった。

## 隣の駅
台湾鉄路
台中線（山線）
烏日駅 - 新烏日駅 - 成功駅
台中捷運
■緑線
烏日駅 - 高鉄台中站駅

### 註釈
1. ↑  2009年まではNew Wurih[12]
2. ↑  2020年11月16日にプレ開業、中断を経て3月25日から4月23日にプレ営業再開